# 全4泡影
《全4泡影》（英文名：《All 4 Nothing》）是美国創作歌手的第2张錄音室專輯。於2022年8月5日通過A5B發行。